# دينو ادريانو
دينو ادريانو (بالإنجليزية: Dino Adriano)‏ هو مسير أعمال وشخصية أعمال بريطاني، ولد في 24 أبريل 1943، وتوفي في 9 مايو 2018.